# Livefields
Livefields — второй концертный альбом американской рок-группы Toto, изданный в 1999 году.

## Об альбоме
Livefields был записан во время первой части концертного тура 99 World Tour во Франции в 1999 году. На гастролях Toto вновь выступили вместе с их бывшим вокалистом Бобби Кимболлом. Тот вернулся в коллектив в 1999 году для того, чтобы участвовать в создании альбома Mindfields, в поддержку которого музыканты и проводили турне. Кроме того, Toto пригласили на подпевку Тони Спиннера, Бадди Хьята и Джона Джессела. Последний, в свою очередь, ещё играл и на клавишных наравне с Дэвидом Пейчем. На «Cruel» «Melanie» были сняты видеоклипы во время концертов. Режиссёром первого был Филипп Фондери, а второй — был создан в Японии (Йокохама).
Критик Allmusic отмечал, что на пластинке члены группы создали звук подобно студийному, особо выделив композиции «Caught in the Balance» и «Better World». В продолжении рецензии обозреватель писал, что хотя музыканты обычно включают в концертные альбомы свои лучшие хиты, на Livefields отсутствовали самые значительные песни в творчестве Toto — «Africa» и «Hold the Line» (в американском издании), однако на диске присутствовала «Rosanna». Вместо них музыканты создали три соло, исполненные разными участниками коллектива. В конечном счёте, альбом подходит лишь для самых преданных поклонников группы.

## Список композиций
| №   | Название                | Автор(ы)                                                          | Альбом                      | Длительность |
| --- | ----------------------- | ----------------------------------------------------------------- | --------------------------- | ------------ |
| 1.  | «Caught in the Balance» | Стив Люкатер, Дэвид Пейч, Саймон Филлипс, Майк Поркаро, Стэн Линч | Mindfields                  | 6:42         |
| 2.  | «Tale of Man»           | Пейч                                                              | Toto XX                     | 5:14         |
| 3.  | «Rosanna»               | Пейч                                                              | Toto IV                     | 6:52         |
| 4.  | «Luke's Solo»           |                                                                   |                             | 3:07         |
| 5.  | «A Million Miles Away»  | Пейч                                                              | Turn Back                   | 4:54         |
| 6.  | «Jack to the Bone»      | Люкатер, Пейч, М. Поркаро, Джефф Поркаро                          | Kingdom of Desire           | 7:59         |
| 7.  | «Simon's Solo»          |                                                                   |                             | 4:21         |
| 8.  | «Dave's Going Skiing»   | Люкатер, Филлипс, М. Поркаро                                      | Tambu                       | 1:08         |
| 9.  | «Out of Love»           | Люкатер, Жан Мишель Байрон                                        | Past to Present 1977 — 1990 | 2:59         |
| 10. | «Mama»                  | Пейч, Бобби Кимболл                                               | Hydra                       | 2:12         |
| 11. | «You Are the Flower»    | Кимболл                                                           | Toto                        | 1:54         |
| 12. | «The Road Goes On»      | Гленн Баллард, Люкатер, Пейч                                      | Tambu                       | 2:31         |
| 13. | «Better World»          | Люкатер, Пейч, Филлипс                                            | Mindfields                  | 8:09         |
| 14. | «Girl Goodbye»          | Пейч                                                              | Toto                        | 6:14         |
| 15. | «Dave's Solo»           |                                                                   |                             | 4:48         |
| 16. | «White Sister»          | Кимболл, Пейч                                                     | Hydra                       | 6:20         |

| №   | Название                | Автор(ы)                          | Альбом     | Длительность |
| --- | ----------------------- | --------------------------------- | ---------- | ------------ |
| 17. | «I Will Remember»       | Люкатер, Линч                     | Tambu      | 7:19         |
| 18. | «Hold The Line»         | Пейч                              | Toto       | 4:47         |
| 19. | «I Won't Hold You Back» | Люкатер                           | Toto IV    |              |
| 20. | «Melanie» (видео)       | Люкатер, Пейч, Гудрам             | Mindfields | 4:11         |
| 21. | «Cruel» (видео)         | Лейбер, Филлипс, Кимболл, Люкатер | Mindfields | 7:00         |

## Чарты
| Страна (1999) | Позиция |
| ------------- | ------- |
| Германия      | 57      |
| Нидерланды    | 39      |
| Франция       | 25      |

## Участники записи
Toto
- Бобби Кимболл — вокал, бэк-вокал
- Стив Люкатер — гитара, вокал, бэк-вокал
- Майк Поркаро — бас-гитара
- Дэвид Пейч — клавишные, бэк-вокал
- Саймон Филлипс — ударные, перкуссия

Другие музыканты
- Джон Джессел — клавишные, бэк-вокал
- Бадди Хьят, Тони Спиннер — бэк-вокал
- Эллиот Шейнер — звукорежиссёр, запись, микширование
- Джо Пеккерилло — микширование
- Тед Дженсен — мастеринг